# Tepuza de Villalobos
Tepuza de Villalobos är en ort i Mexiko.   Den ligger i kommunen Pénjamo och delstaten Guanajuato, i den centrala delen av landet, 290 km väster om huvudstaden Mexico City. Tepuza de Villalobos ligger 1 727 meter över havet och antalet invånare är 308.
Terrängen runt Tepuza de Villalobos är platt åt sydost, men åt nordväst är den kuperad. Runt Tepuza de Villalobos är det ganska tätbefolkat, med 108 invånare per kvadratkilometer. Närmaste större samhälle är Pénjamo, 5,8 km väster om Tepuza de Villalobos. Omgivningarna runt Tepuza de Villalobos är en mosaik av jordbruksmark och naturlig växtlighet.